# Немачка лака крстарица Емден
Немачка лака крстарица Емден била је једини брод своје класе. Трећа немачка крстарица која носи то име био је први ратни брод изграђен у Немачкој после Првог светског рата.

## Изградња
По потписивању Версајског споразума 1920. године, Немачка је одбрамбена моћ била радикално ограничена. Морнарица је смела да има 6 бојних бродова депласмана до 10.000 т, 6 крстарица депласмана до 6.000 т, 12 ториљарки до 800 т и 12 торпедних чамаца до 200 т. Старе бродове који су се сместили у те тонаже су могли заменити новијима, али само до дозвољене тонаже. С обзиром на застарелост такве флоте, Вајмарска република је одмах приступила по потписивању споразума градњи нових модерних бродова.
Први који се почео градити је била лака крстарица Емден која је требало да замени Ниобе. Конструкција брода је произлазила из искустава стечених у Првом светском рату. Многа ратна бродоградилишта била су затворена, а пројекти уништени, тако да се морало кретати комплетно из почетка. Мада се размишљало о кориштењу 4 топовске куле са по два топа, одабрана је под притиском савезника конструкција са 8 кула са по једним топом у свакој јер противници нису имали нити једну крстарицу која би му могла конкурирати. То решење није се показало најбољим јер је повећало целокупну тонажу, а и отежало координацију приликом паљбе. Наоружање је сачињавало 8 главних топова калибра 150 mm Круп СК Л/55 (већи калибар је био на крстарицама забрањен споразумом). Топ је био тежак преко једанаест тона, а на удаљеност од 17 km је избацивао распркавајуће гранате масе 50 фунти или противоклопне масе 100 фунти. Секундарно наоружање чинили су 88 mm Флак Л/45 топови намењени првенствено противавионској одбрани. Њих су 1944. године хтели заменити топовима калибра 105 mm, али од тог су одустали. Такође су одустали и од замене топова невођених противавионским ракетама калибра 73 mm. Уз 88 на брод су од 1938. године били постављени даљи противавионски топови калибра 40, 37 и 20 mm чији се распоред и број током рата мењао. Са сваке стране налазиле су се по двије торпедне цеви промјера 500 mm до 1934. године, а касније 533 mm.
Оклоп брода није био велик нити у доба настанка брода. Потпалубље је било заштићено одозгора 20 mm оклопом осим изнад муницијских комора, где је био дебљине 40 mm. Бочни оклоп и оклоп топовске куле је био дебљине 50 mm. Једино је командни мост био оклопљен дебљим бочним оклопом дебљине 50-100 mm. Брод су покретала 2 турбине на угљен и нафту снаге сваке од 23.000 КС које су могле да потерају брод брзином до 29,4 чвора. Због слабог оклопа и релативно мале максималне брзине брода, одлучено је да се не користи у операцијама против других бродова, већ као подршка другим јединицама и за школовање морнара.

## Историја
Кобилица брода је била постављена 8. децембра 1921, а брод је био довршен 7. јануара 1925. године. Исте године у октобру улази у активну службу после успешних тестова. Прву је преградњу доживио 1934. године. Даље су биле 1937. и 1942. Промене су се тицале антенског система, додавања могућности полагања мина, а посљедња је донела и радио-локатор. Брод је од 1926. до 1938. служио као школски брод, а један од његових заповедника је био Карл Дениц. На својим дугим пловидбама по светским морима требало је поправити слику јавности коју је имала о Немачкој. Непосредно пре рата су му додали могућност полагања мина којих је могао понијети 120 комада.
Одмах на почетку Другог светског рата, 4. септембра 1939. у луци Вилхелмсхафен је погођен у нападу британских авиона типа Бристол Бленхајм. Погинуло је 9 морнара и то су биле прве жртве Немачке морнарице у рату. Но крстарици тиме није била умањена борбена способност. У априлу 1940. брод је суделовао у освајању Норвешке у акцији код Осла заједно с тешким крстарицама Блихер и Лицов, три торпиљаре и осам миноловаца као потпора десанту 2.000 војника. Када је Блихер потонуо погођен гранатама 280 mm топова обалних батерија и са два торпеда, Лицов и Емден су се повукли и из удаљености ушуткали норвешке топове. Тек тада је могао почети десант на копно. По завршетку освајања Норвешке и поправака, патролирао је у норвешким водама све до напада на СССР. Од 26. до 27. септембра 1941. ватром из својих топова потпомагао је освајање Балтичких отока испаливши на земаљске циљеве око 600 граната највећег калибра.
После тога, па до краја рата није учествовао више нити у једној борбеној акцији, већ су га користили као школски брод и минополагач на Балтику и у норвешким водама. Пред крај 1944. брод се насукао у Ословском фјорду, те је због оштећења био послан у Кенигсберг на поправак. 3. јануара 1945. га због приближавања Црвене армије пребацују у Пиллау. Одатле по оспособљавању брода, почетком фебруара 1945. године заједно са 1000 избјеглица, преноси тела покојног маршала фон Хинденбурга и његове супруге из Кенигсберга у Киел како њихови посмртни остаци не би пали у руке Совјета. Ту су га пред сам крај рата у луци Киел више пута погодиле савезничке бомбе које су му нанеле тешка оштећења. Видивши да нема сврхе чувати више тешко оштећени брод, 26. априла 1945. га потпуно избацују из морнаричке службе. Коначно 3. маја 1945. посада брода експлозивом уништава до краја оштећени брод. Олупина није никога више интересовала послије рата, па су га постепено до 1948. године тотално изрезали.

## Вији још
- Емден, немачка крстарица из Првог светског рата.